# Дејв Ган
Дејв Ган (енгл. Dave Gahan, IPA: , право име Дејвид Калкот (енгл. David Callcott); Епинг, 9. мај 1962) енглески је певач и музичар, најпознатији као фронтмен и главни певач енглеског електросастава Депеш моуд.

## Биографија
Рођен је у радничкој породици у Епингу у Есексу. Отац Лен и мајка Силвија развели су се када је Дејвид имао три године. Мајка се преудала за Џека Гана и Дејв, његова сестра и два брата добијају поочимово презиме. Поочим умире кад је Дејвид имао десет година и тек тада сазнаје ко му је био прави отац. Као адолесцент се бавио крађом кола, вандализмима и исписивањем графита, па је пре 14. рођендана три пута био пред судијом за малолетнике.
Након напуштања средње школе, у року од шест месеци променио је двадесетак послова. Успео је да упише уметничку школу Саутенд на којој је и дипломирао. Добио је и престижну награду Британског дизајнерског друштва.

## Музичка каријера
Године 1980, Винс Кларк је био члан две групе - French Look и Composition Of Sound. У Composition Of Sound, фронтмена Ендија Флечера, дошао је Мартин Гор. На локалном такмичењу талената Кларк је чуо Ганову изведбу Боуијеве песме "Heroes" и позвао га у свој бенд. Ган је прихватио позив и тако је настала првобитна постава будуће групе Депеш моуд. На Ганов предлог, назив групе је промењен у Dépêche-mode (Модне новине), по узору на назив француског модног часописа. Група је дебитантски албум објавила 1981. за издавачку кућу „Мјут рекордс“ (Mute Records).

## Лични проблеми
У августу 1995. Ган је наводно покушао самоубиство жилетом. По његовој каснијој изјави, то је био више „позив за помоћ“ него покушај самоубиства. У том периоду Ган је знао проводити и по 12 сати пред телевизором гледајући прогнозу времена и причајући са лутком, што га је натерало да оде на третман у психијатријску установу. Убрзо напушта третман, да би се 28. маја 1996. предозирао „спидболом“ (мешавином хероина и кокаина) у хотелској соби у Лос Анђелесу. Реанимиран је у хитној помоћи и поново послат на лечење. После два дана је ухапшен и судија га је послао на деветомесечну рехабилитацију. Тужбе за поседовање дроге су повучене септембра 1996. и од тада се Ган сматра излеченим.